# 五稜郭車両所
五稜郭車両所（ごりょうかくしゃりょうじょ）は、かつて北海道函館市港町1丁目1番に所在した北海道旅客鉄道（JR北海道）の車両工場。かつては官営鉄道函館工場であった。2023年（令和5年）3月末で廃止し 苗穂工場に業務を移管した。
JR北海道函館支社の管轄。函館本線と道南いさりび鉄道線の分岐点である五稜郭駅の西側に隣接していた。主に気動車と客車の全般検査、要部検査、臨時修繕及び車両の改造工事、廃車・解体を行っていた。整備済み車両の車体に記された略号は「五稜郭所」または「GK」。
総務科、技術科、検修科の3科を置き、「知恵と技術で未来への飛躍」を指針として業務を行っていた。例年「鉄道の日」（毎年10月14日）の直近の土曜日または日曜日に一般公開を開催していた。
日本国有鉄道（国鉄）末期の1985年（昭和60年）に、当所の技術向上や余剰人員対策、民営化後を見据えた多角事業展開構想などもあり、函館市交通局（函館市電）へ車体更新を働きかけ、同局710形電車と500形電車の車体更新工事に取り組んだ。当車両所における函館市電の車体更新は、この2例だけで終わったものの、国鉄の車両工場で路面電車の車体を製作したのは初めてのことである。その後、しばらく工事が途絶えていたが、2016年（平成28年）、札幌交通機械（JR北のグループ会社）が31年ぶりに五稜郭車両所にて車両の整備、改修を行うことが決定。同9月6日、JR北海道五稜郭車両所に市電8001号車が搬入された。

## 歴史
- 1902年（明治35年）12月 - 初代北海道鉄道 初代函館駅（のちの亀田駅）に隣接する函館機関庫 車両修繕場として発足。
- 1907年（明治40年）7月1日 - 国有化。
- 1911年（明治44年）
  - 4月1日 - 同場を拡張して函館工場として発足。
  - 12月 - 2代目函館駅北側の海岸町に新工場落成。亀田駅から移転。（ただし、亀田駅の方も線路移転まで工場は残されていたと思われる[4]。）
- 1913年（大正2年）5月5日 - 札幌工場の支工場となる。
- 1915年（大正4年）6月23日 - 本工場に格上げ。
- 1922年（大正11年）6月15日 - 現在地へ移転し、五稜郭工場に改称。
- 1942年（昭和17年）9月11日 - 五稜郭工機部に改称 。
- 1950年（昭和25年）1月10日 - 五稜郭工場に再改称。
- 1973年（昭和48年）9月1日 - 苗穂工場五稜郭車両センターに改称。
- 1985年（昭和60年）3月20日 - 五稜郭車両所に改称。
- 1987年（昭和62年）4月1日 - 国鉄分割民営化によりJR北海道が継承、函館支社五稜郭車両所となる。
- 2023年（令和5年）3月31日 - 廃止[1]。

## 検査担当形式と所属区所
廃止直前の検査担当形式と所属区所は以下の表の通り。
| 車種   | 車両形式  | 所属                  |
| ------ | --------- | --------------------- |
| 気動車 | キハ281系 | 函館運輸所            |
| 気動車 | キハ40形  | 函館運輸所            |
| 客車   | 14系      | 札幌運転所 旭川運転所 |
| 客車   | 50系      | 函館運輸所            |
| 客車   | オヤ31形  | 札幌運転所            |
| 貨車   | チ1000形  | 函館運輸所            |